# Делимая марка

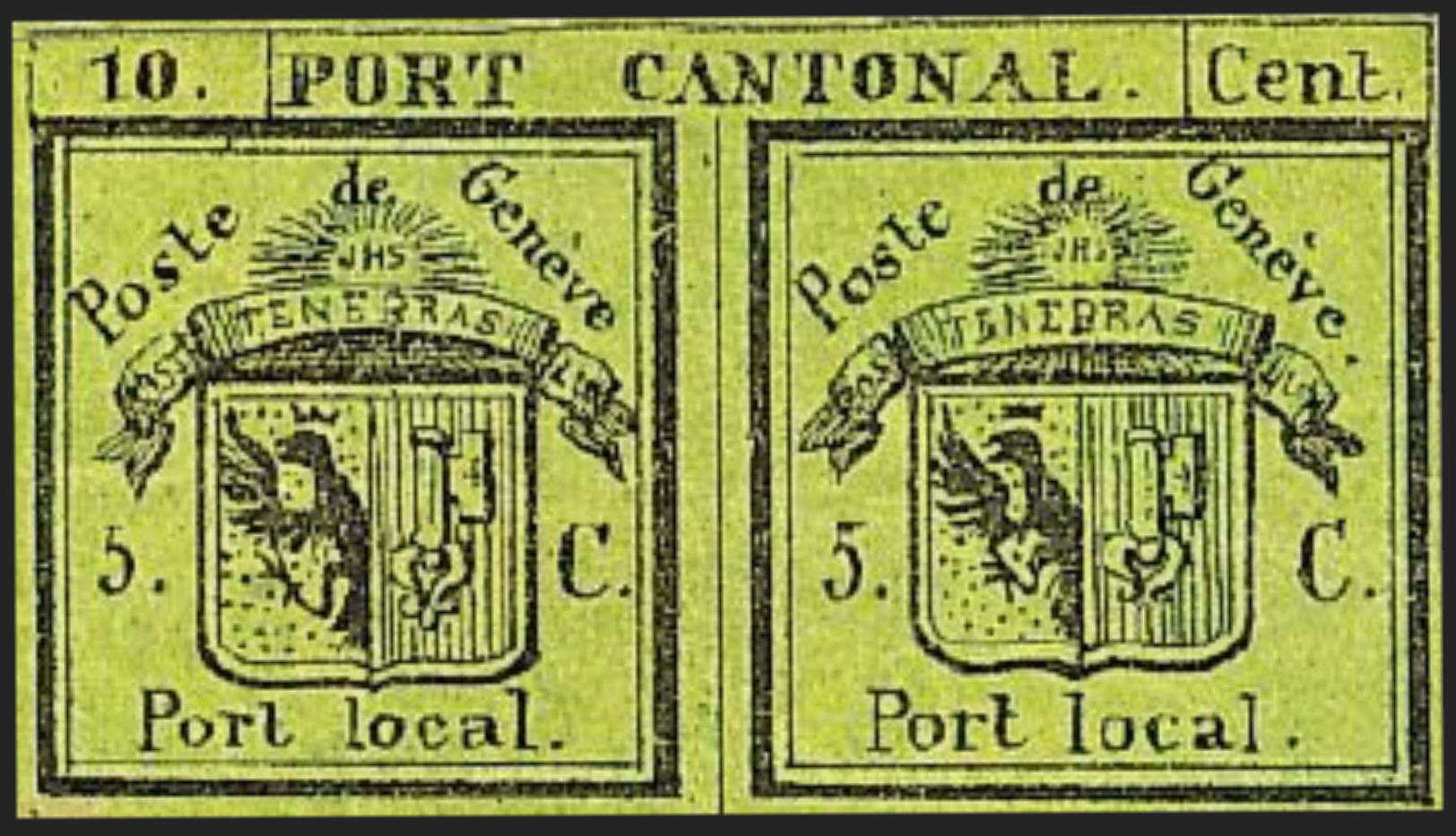
Первая делимая марка «Двойная Женева» (Швейцария, 1843)

Дели́мая ма́рка (нем. teilbare Briefmarke) — напечатанная как единое целое почтовая марка, но части которой по оформлению рисунка и характеру выпуска явно предназначены для разделения и использования в почтовом обращении как самостоятельный знак почтовой оплаты.

## Описание
Применяется для взимания пропорциональной части номинальной стоимости всей марки, хотя может использоваться и целиком. При этом каждая из таких частей является самостоятельным знаком почтовой оплаты со всеми необходимыми текстами и законченным характером рисунка.
Делимые марки следует отличать от бисектов (разрезанных марок), деление которых изначально не предусматривалось, но которые тем не менее были разрезаны на две (или более) части и использовались официально.
Выпуск делимых почтовых марок был вызван к жизни стремлением почтовых ведомств заранее предусмотреть возможность обеспечения потребности в марках низких номиналов для франкировки почтовых отправлений.

## Примеры некоторых стран

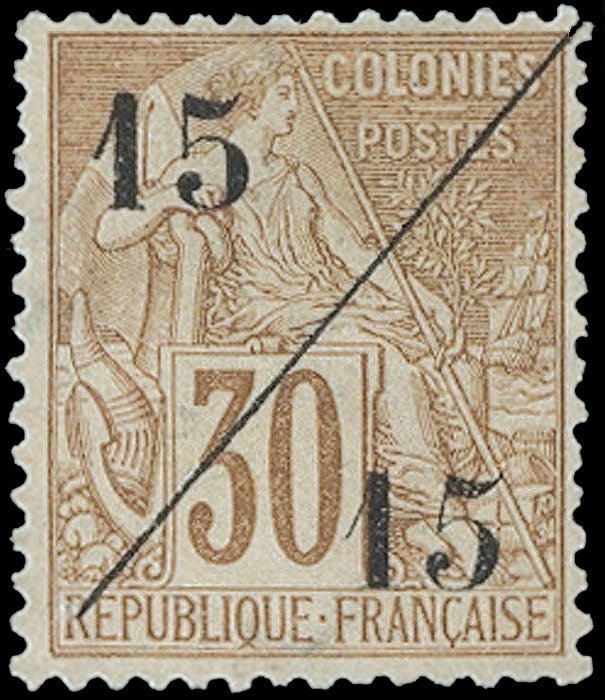
Подготовленная, но не выпущенная делимая марка Кохинхины, 1888(Sc #5)

### Швейцария
Первая делимая марка, так называемая «Двойная Женева», была эмитирована в Швейцарии в 1843 году. Дизайн марки разработан так, что марка поделена на две части с общей надписью сверху.

### Мекленбург-Шверин
В Мекленбург-Шверине делимые марки были в почтовом обращении в период с 1856 по 1867 год. Номинал марки составлял 4/4 шиллинга.

### Брауншвейг
В 1857 году в Брауншвейге была выпущена делимая марка номиналом 4/4 хорошего гроша. Марка имеет общую текстовую рамку, внутри которой выделяются четыре части.